# تشارلز غوتييه
تشارلز غوتييه (بالفرنسية: Charles Gautier)‏ هو سياسي فرنسي، ولد في 25 يناير 1945 في فرنسا، وتوفي في 11 يونيو 2014 في فرنسا بسبب سرطان القولون. حزبياً، نشط في الحزب الاشتراكي. وقد انتخب عضو مجلس الشيوخ الفرنسي وانتخب Maire de Saint-Herblain ‏ (20 مارس 1989 – 6 أبريل 2014).